# Higham Dykes
Higham Dykes är en ort i civil parish Ponteland, i grevskapet Northumberland i England. Orten är belägen 12 km från Morpeth. Higham Dykes var en civil parish 1866–1955 när det uppgick i Ponteland. Civil parish hade 24 invånare år 1951.